# باشگاه فوتبال کرمونزه
باشگاه فوتبال کرمونزه (ایتالیایی: U.S. Cremonese) یک باشگاه فوتبال ایتالیایی در شهر کرمونا است که در سال ۱۹۰۳ تأسیس شد و هم‌اکنون در سری ا رقابت می‌کند.
از بازیکنان مشهور سابق این باشگاه می‌توان به جانلوکا ویالی، ولادزلف مودا، جوزپه فاوالی، جان الویسی و انریکو کیسا اشاره کرد.